# البراجيل (المنيا)
قرية البراجيل  هي إحدي القرى التابعة لمركز ملوى بمحافظة المنيا في جمهورية مصر العربية. حسب إحصاءات سنة 2006، بلغ إجمالي السكان في البراجيل 5343 نسمة، منهم 2581 رجل و2762 امرأة.